# Kountas

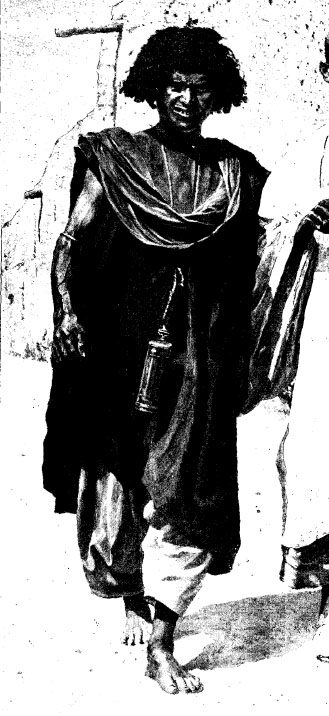
Un Kounta dans la région de Tombouctou (vers 1908)

Les Kounta ou Kunta (au singulier Elkentawi ou Alkanata) sont décrits comme soit étant à l'origine des Arabes, descendants de Oqba ibn Nafi,, soit comme des Berbères d'origine zénète. Ils sont établis au Mali, en Mauritanie, au Maroc, au Sénégal et au sud-ouest de l’Algérie. 
Depuis la Mauritanie, ils furent au XIe siècle les artisans d'une nouvelle expansion de l'Islam qui durera jusqu'au XVe siècle.[citation nécessaire]
La grande majorité des Kountas adhèrent à la Mokhtaryya, une branche originale de la Qadiriyya, l'une des grandes confréries soufies d'Afrique de l'Ouest. Leur lignage maraboutique leur permet d'être reconnus dans l’ensemble du Sahara central et occidental, ainsi que sur ses franges, comme détenteurs d’un prestigieux savoir intellectuel et religieux.
Aujourd'hui, des tribus Kounta vivent toujours en Mauritanie, dans le sud du Maroc, dans le sud de l'Algérie (commune de Zaouiet Kounta), et dans le nord du Mali.

## Au Mali
Forts de leur prestige religieux, les Kounta de l'actuel nord du Mali ont, depuis longtemps, tenté de dominer le commerce transsaharien en contrôlant les mines de sel et en organisant le trafic caravanier entre le Touat et la région de Gao.
En simplifiant à l’extrême, les relations entre Kountas et Touaregs peuvent être résumées à un ascendant religieux des Kountas sur les Touaregs, et à une domination politique et militaire des Touaregs sur les Kountas. Les deux communautés s'interpénètrent largement, via des alliances matrimoniales et par l’activité commerciale qui les lie, et il n’est pas rare de voir des Kountas vivrent parmi les Touaregs.
Les Kounta avaient pour vassaux les Lemhars qui se sont émancipés. Avec ces derniers, la rivalité est encore vive (les Lemhars ont enlevé au mois de janvier 2010 le chef des Kountas de la région de Gao, Baba Ould Cheikh Sidi El Mokhtar al-Kounti, maire d'Anéfis, après que des Kountas aient participé à l'attaque d'un convoi de drogue appartenant aux Lemhars une dizaine de jours plus tôt),,. 

## Personnalités
- ’Abidine Ould Sidi Mohamed el Kounti, né en 1848 dans les environs de Tombouctou, mort en 1927 sur les bords de l’oued Draa, est une figure marquante de la résistance à l’implantation coloniale au Sahara central et occidental[4].

- Baye el-Kounti (1865-1929) est le fils de Sidi Amor, fils de el-Mokhtar. Il vécut à Téléya, dans l'Adar des Ifoghas, où il "forma Moussa ag Amastan au soufisme et l'engagea sur la voie de la pacification avec la France"[10].
- Cheikh Sidi el Mokhtar Kounta, al Mukhtarya.
- Cheikh Bounama Kounta vers 1780 à 1840 (au Sénégal).
- Cheikh Bou Mouhamed Kounta (1840 à 1914 au Sénégal) ibn Cheikh Bounama Kounta.

### Filmographie
- Azalaï, film documentaire de Thierry Bugaud, France, 2006, 45'